# Nerita fulgurans
Nerita fulgurans is een slakkensoort uit de familie Neritidae. De wetenschappelijke naam is gepubliceerd in 1791 door Johann Friedrich Gmelin in diens uitgebreide en verbeterde editie van Systema naturae van Carl Linnaeus.